# Émile Bulteel
Pour les articles homonymes, voir Bulteel.
Émile Bulteel, né le 3 août 1906 à Tourcoing et mort dans cette même ville le 21 mars 1978, est un joueur de water-polo français. 
Joueur des Enfants de Neptune de Tourcoing, il est médaillé de bronze avec l'équipe de France de water-polo aux Jeux olympiques d'été de 1928 à Amsterdam, où il joue cinq matchs.